# NGC 2916
NGC 2916 este o hi (21cm) source⁠(d) situată în constelația Leul. A fost descoperită în 16 noiembrie 1784 de către William Herschel. Se află la o distanță de 40,6 de megaparseci de Pământ.